# دوال كوه (مقاطعة فومن)
دوال كوه (بالفارسية: دوال کوه) هي قرية تقع في غيلان في إيران.